# Vuelo 007 de Korean Air
El vuelo 007 de Korean Air fue un vuelo desde Nueva York (Estados Unidos) a Seúl (Corea del Sur) con escala en Anchorage, Alaska (Estados Unidos) que partió el 31 de agosto de 1983, también conocido como KAL 007 o KE007, el avión de pasajeros operado por un Boeing 747-200 de la aerolínea surcoreana Korean Air, fue derribado por interceptores soviéticos el 1 de septiembre cuando sobrevolaba territorio soviético restringido. Es uno de los más graves incidentes que se produjeron en la Guerra Fría.
El KAL 007 fue abatido al oeste de la isla de Sajalín, justo sobre la isla Moneron. El KAL 007 llevaba 269 personas entre pasajeros y tripulación, incluido el congresista estadounidense por Georgia Larry McDonald. Hasta el día de hoy, los hechos precisos del vuelo se desconocen, debido a los numerosos aspectos militares y de inteligencia internacionales que se entrecruzan.
La Unión Soviética afirmó desconocer que el aparato era civil y sugirió que había entrado en el espacio aéreo soviético como una acción deliberada para poner a prueba sus capacidades de respuesta y para realizar labores de espionaje dado que otros aparatos militares de los EE. UU. se encontraban en el área para recabar datos de inteligencia relacionados con el supuesto lanzamiento de un misil soviético en el mismo lugar y a la misma hora. El derribo trajo una ola de protestas en todo el mundo, particularmente de los Estados Unidos, que encontró una buena oportunidad para profundizar sus posturas anticomunistas en el contexto de la Guerra Fría.
Fue considerado el mayor derribo de un avión en la historia de la aviación hasta el Vuelo 655 de Iran Air en 1988 y posteriormente el Vuelo 17 de Malaysia Airlines en 2014.

Fue el desastre aéreo más grave de 1983.

## Contexto
El incidente se produjo en un momento de graves tensiones en las relaciones entre los Estados Unidos y la Unión Soviética. En diciembre de 1979, la OTAN desplegó 108 misiles atómicos Pershing II en Europa Occidental que podían alcanzar objetivos en Ucrania, Bielorrusia y Lituania en 10 minutos, así como misiles de crucero BGM-109 GLCM con cabezas nucleares capaces de llegar a Moscú. A mediados de febrero de 1981, los Estados Unidos lanzaron una campaña de operaciones psicológicas contra la Unión Soviética, incluyendo operaciones navales clandestinas y vuelos de bombarderos atómicos contra el espacio aéreo soviético que se daban la vuelta en el último momento, en ocasiones varias veces por semana, que se mantenían en el momento del derribo. Poco antes, también habían iniciado los preparativos para las gigantescas maniobras militares Able Archer 83, que simulaban un ataque masivo contra la Unión Soviética. Por respuesta, la URSS puso en marcha la operación RYAN para prepararse ante un ataque atómico por sorpresa. Poco después del derribo del KAL 007 se produjo el incidente del equinoccio de otoño, que llevó al mundo al borde de una guerra nuclear. Así pues, el contexto era de extrema desconfianza y tensión.

## Acontecimientos

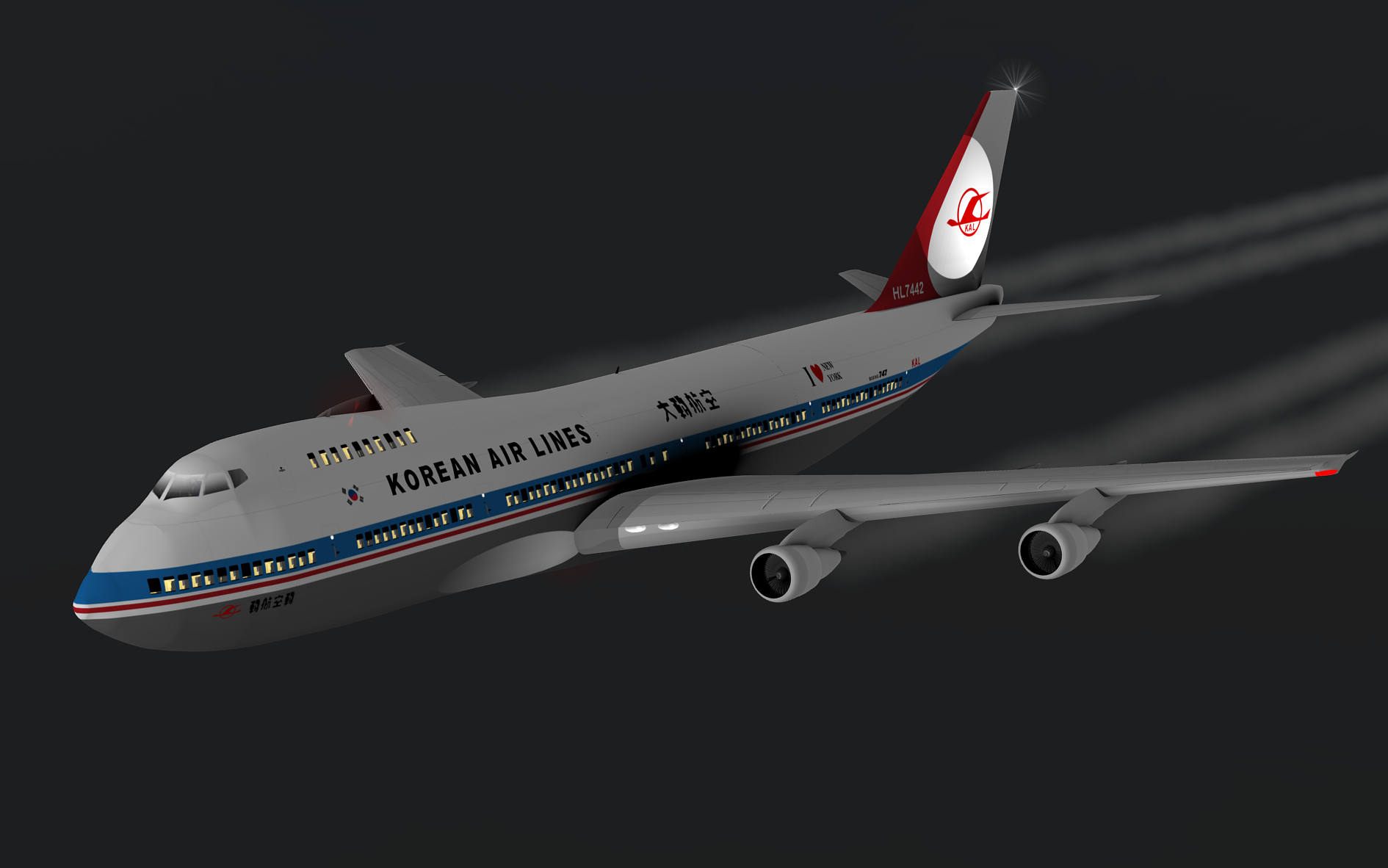
Representación computarizada del KAL 747 perdido durante el vuelo 007.

El vuelo 007 de Korean Air Lines era un Boeing 747-200 comercial (registro: HL7442) que volaba desde Nueva York hasta el aeropuerto internacional principal de Gimpo. Despegó desde el aeropuerto internacional John F. Kennedy de Nueva York el 31 de agosto con 246 pasajeros y 23 miembros de una tripulación muy experimentada.
Tras repostar en el aeropuerto internacional Ted Stevens de Anchorage, Alaska, el avión despegó a las 13:00 GMT (UTC) (5:00 hora local) el 1 de septiembre, fijó el piloto automático en marcación constante magnética en vez de hacerlo en el modo de puntos de avance, lo que luego causó que pusiera un rumbo oeste y luego hizo un arco hacia el sur en una ruta hacia el aeropuerto internacional Seúl-Kimpo (ahora aeropuerto Gimpo). Esto llevaría al aparato mucho más hacia el oeste de lo usual (245° magnéticos), pasando sobre la península de Kamchatka y luego por el mar de Ojotsk hacia Sajalín violando en dos ocasiones el territorio soviético. Como la computadora a bordo marcaba las coordenadas constantes, la tripulación no advirtió que estaba 550 km más hacia el norte que la ruta prevista. Otro vuelo de KAL estaba detrás del KAL 007; y en un momento dado de las comunicaciones entre ellos, cuando compararon las condiciones de vuelo, el avión que seguía detrás tenía condiciones de viento distintas de las del KAL 007; pero a pesar de que el copiloto del KAL 007 captó que había una anormalidad en dos aviones que debían volar en la misma ruta, no hizo las confirmaciones.

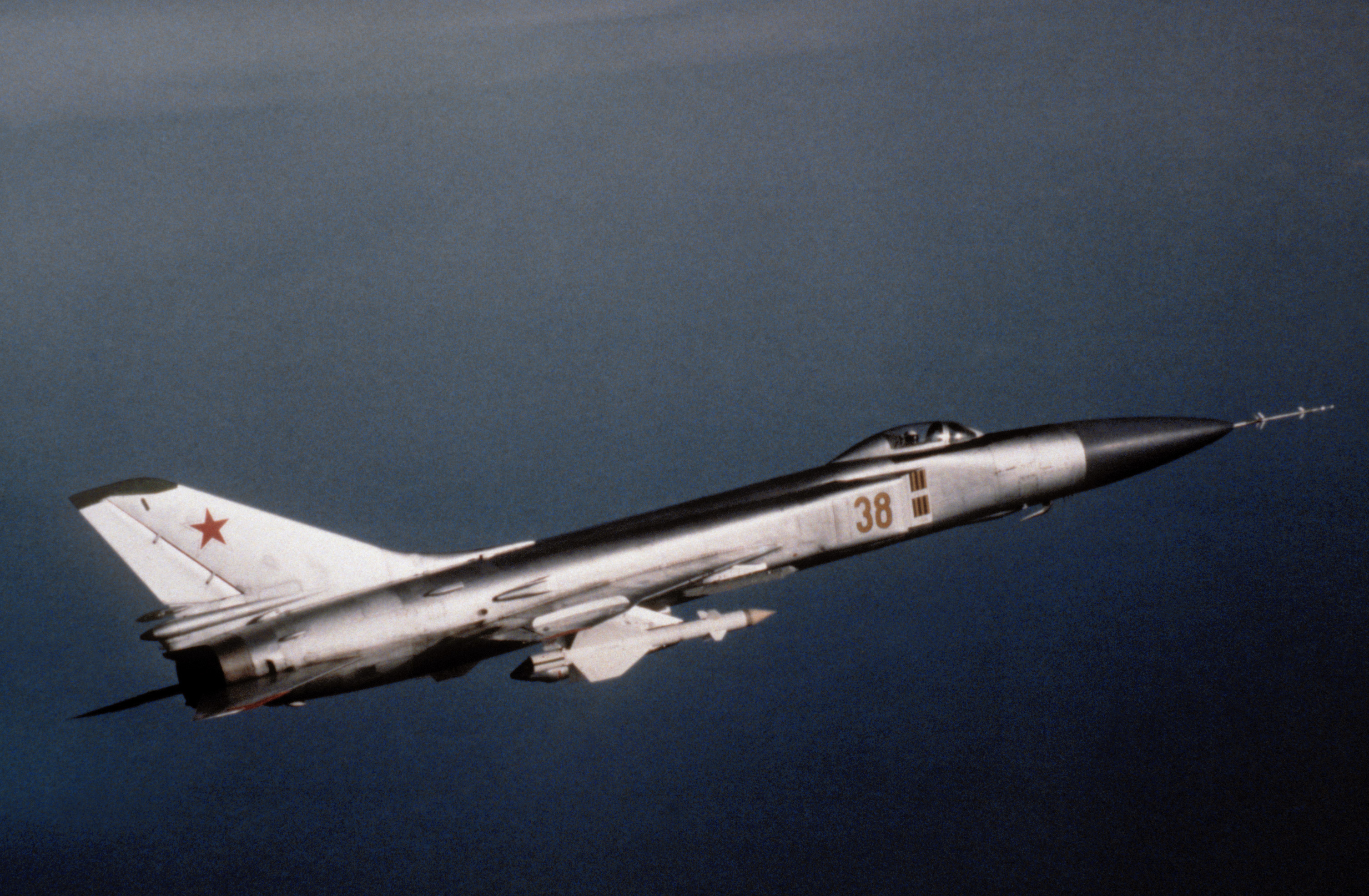
Un Interceptor soviético Su-15.

Como antecedente, Korean Air había volado antes el espacio aéreo soviético. En abril de 1978, un avión de combate soviético disparó al vuelo 902 de Korean Airlines, un Boeing 707, después de que hubiera volado sobre la península de Kola, mató a dos pasajeros y obligó al aparato a un aterrizaje forzoso sobre un lago congelado. La investigación del caso fue difícil, debido a la negativa de los soviéticos a entregar los registros de vuelo del avión. Otros vuelos comerciales habían cometido errores de curso considerables de vez en cuando, pero no sobre la Unión Soviética.
Mientras el avión KAL 007, con dirección y velocidad constantes no característicos de una intrusión deliberada previa, sobrevolaba territorio soviético, fueron alertados cazas Su-15 y MiG-23. A la vez, una segunda señal apareció en los radares soviéticos, muy cerca del KAL. Un avión espía RC-135 estadounidense estaba volando muy cerca de la ruta del KAL 007, por lo que los soviéticos tuvieron dos señales idénticas.
El RC-135 se retiró del espacio aéreo al mismo momento que el KAL 007 comenzaba a cruzar la isla de Sajalín, pasando muy cerca de la base de submarinos atómicos de misiles balísticos junto a Petropávlovsk-Kamchatski, una de las dos más importantes de la URSS. Ahora parecía dirigirse a la base principal de la Flota del Pacífico en Vladivostok. Se considera que esta casualidad desafortunada exacerbó la sensación de amenaza para el mando militar soviético. Los rusos detectaron la señal del avión de pasajeros mientras sus aviones interceptores hacían contacto visual con el intruso.
Dos Sukhoi SU-15 de la base aérea de Dolinsk-Sokol interceptaron el 747 acercándose por detrás y se comunicaron con la base solicitando instrucciones. Se le instruyó al piloto, mayor Genadi Osipovich, que primero efectuara disparos de advertencia, pero estos no tenían municiones trazadoras, por lo tanto la tripulación de cabina nada vio. En ese momento el copiloto coreano solicitó cambiar de altitud a nivel 350, lo que fue interpretado por los soviéticos como una maniobra evasiva, lo que obligó a la aeronave atacante a realizar una maniobra de semicírculo para volver a situarse detrás del blanco. El alto mando de la URSS ordernó entonces que derribaran el 747.
Los soviéticos derribaron el avión con un simple ataque con dos misiles a las 18:26 GMT. El 747 fue impactado en la cola y en el fuselaje bajo las alas ocasionando una descompresión de cabina, y seguidamente cayó en espiral al mar.
El 747 se estrelló en el mar aproximadamente a 55 km de la isla Moneron y la desintegración mató a todos a bordo. Inicialmente se informó que el 747 había sido obligado a aterrizar en Sajalín. Más tarde se comprobó que esto era falso.
El hecho causó el repudio internacional al saberse que el indefenso KAL 007 había sido derribado por los soviéticos. El politburó informó que el avión de pasajeros había violado dos veces el espacio aéreo soviético, declaraciones que no fueron creídas por Corea del Sur ni por los Estados Unidos ya que el capitán Chun Byung-in era un piloto muy experimentado. Se intentó recuperar las cajas negras pero no fueron halladas por los estadounidenses ni por los surcoreanos ya que habían sido recuperadas por los soviéticos previamente y guardadas bajo llave.
Las cajas negras fueron entregadas diez años después por la nueva administración rusa y entonces se supo la verdadera causa del accidente.
Las transcripciones recuperadas de la cabina de mando del 747 indican que la tripulación no era consciente de que estaban fuera de curso y, por lo tanto, violando el espacio aéreo soviético (al final estaban 500 km hacia el oeste de la ruta planeada). Después del ataque con misiles, la tripulación realizó un ascenso autorizado y luego descenso en espiral de emergencia debido a la rápida descompresión desde las 18:26 hasta el final de la grabación a las 18:27:46. Sin embargo, las autoridades soviéticas negaron cualquier conocimiento de que habían recuperado los registros de información. Fueron entregados solamente después de que la administración de Boris Yeltsin tomara el poder en Rusia.
Se hicieron dos investigaciones a cargo de la Organización Aérea Civil Internacional (OACI). La primera se llevó a cabo tras el accidente y la segunda ocurrió después de que fueran entregados los registros en 1991, ocho años después.
Ambos concluyeron que el rumbo fue fijado por accidente; el piloto automático habría sido programado para salir del curso en modo de dirección o habría sido encendido el INS cuando estarían fuera de alcance. Esto dejó al aparato en la dirección magnética elegida cuando partió de Anchorage. La tripulación no notó este error o comprometieron las revisiones correctas del INS para descubrirlo más tarde debido a una "falta de conciencia situacional y coordinación del vuelo".

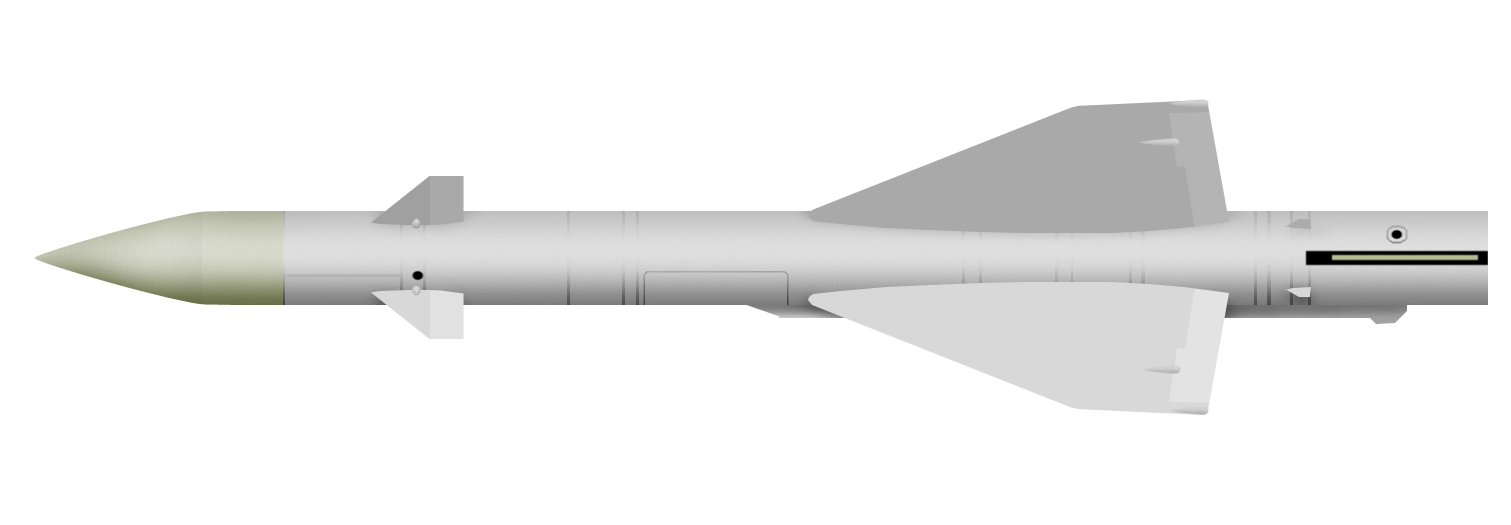
Kaliningrad R-8

El testigo más cercano al incidente, el piloto soviético que disparó los misiles aire-aire Kaliningrad R-8, confirmó más tarde que no se siguieron los estándares internacionales de intercepción, y que había sido instruido por las autoridades militares para que mintiera en televisión sobre disparar tiros de advertencia. La parte soviética mantuvo oficialmente que ellos hicieron llamadas por radio, pero que el KAL 007 no respondió. No obstante, ningún otro aparato o monitor terrestre cubriendo las frecuencias de emergencias en ese momento oyó jamás llamadas de radio soviéticas.
El piloto soviético tampoco arguyó que sí efectivamente había identificado al avión como un avión de pasajeros, ya que este debía estar iluminado y presentar destellos de luces de posición como cualquier avión civil.

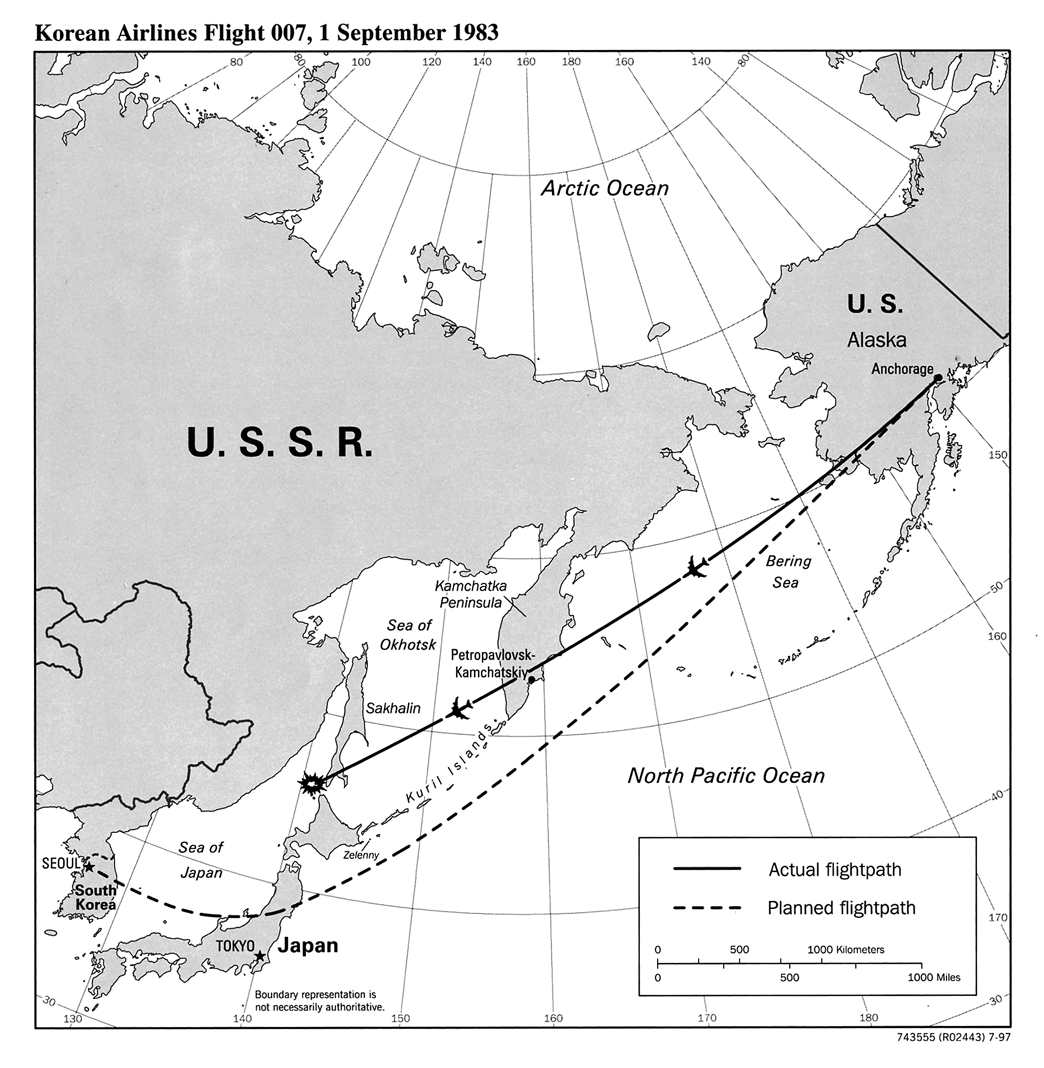
Mapa mostrando la divergencia entre la trayectoria de vuelo realizada y la planeada. Puede observarse que el KAL 007 había pasado muy cerca de la base de submarinos atómicos en las cercanías de Petropávlovsk-Kamchatski y se dirigía a la base principal de la Flota del Pacífico en Vladivostok.

Revisiones posteriores indicaron que la verdadera naturaleza del ataque era que el día anterior un avión espía estadounidense RC-135 de la Fuerza Aérea de los Estados Unidos (USAF), había incursionado en la zona, haciendo la misma ruta que el KAL, fue detectado por los radares soviéticos y salió del espacio restringido antes de que pudiese ser interceptado por los cazas SU-15. Probablemente el RC-135 estuvo allí ese día en ese momento, pero esa información jamás se ha entregado por parte del gobierno estadounidense.
Para cuando apareció el aparato coreano, al día siguiente, los soviéticos creyeron que se trataba del mismo avión, además efectivamente apareció el RC-135 USAF y se acercó al KAL para confundirse en su señal de radar. Los SU-15 despegaron y lo interceptaron viniendo por detrás. Si el avión estadounidense ya se había desligado aparentemente o fue derribado posteriormente, es un misterio. El SU-15 se acercó por la cola del KAL, pensando que era el avión espía estadounidense por presentar un perfil visualmente parecido. Una vez confirmada la orden y sin dar ninguna oportunidad antes de que abandonara el espacio aéreo restringido, disparó a matar.
En  1997 un agente de la inteligencia nipona retirado, Iosiro Tanaka, publicó un libro titulado 'La verdad sobre el vuelo KAL 007'. En sus páginas confirmaba que la tripulación del avión derribado en efecto cumplía una misión encargada por los servicios especiales estadounidenses. Fue él personalmente quien dirigió las escuchas de las comunicaciones por radio en el cielo del Oriente Extremo ruso en la noche del 31 de agosto al 1 de septiembre de 1983.
Otras investigaciones llevadas a cabo por aficionados relacionaron la naturaleza del ataque con el vuelo que había realizado el día anterior un avión espía estadounidense RC-135. Aquella aeronave militar cruzó la frontera de la URSS, incursionó en su territorio siguiendo la misma ruta que siguiera después el Boeing surcoreano y salió impune después de virar hacia Japón.[cita requerida]
Otra afirmación dada es que la noche del incidente había sido un momento particularmente tenso para las fuerzas de defensa aérea soviéticas ya que un SR-71 estadounidense realizó un vuelo espía en coordinación con otros aviones estadounidenses (probablemente el RC-135) y un satélite espía Big Bird.[cita requerida]

## Respuesta política
El presidente estadounidense Ronald Reagan condenó el incidente del 1 de septiembre, llamándolo la "Masacre de Korean Air", un "crimen contra la humanidad [que] nunca debe ser olvidado" y un "acto de barbarismo... [de] brutalidad inhumana y cobarde." Al día siguiente, la Unión Soviética admitió derribar al KAL 007, declarando que los pilotos no sabían que era un avión de pasajeros cuando violó el espacio aéreo soviético.
El ataque tensó las relaciones entre los Estados Unidos y la Unión Soviética y bien pudo causar una guerra de terribles consecuencias. Corea del Sur estaba muy inquieta, sobre todo su población civil, por este derribo del avión de pasajeros.
El 15 de septiembre, el presidente Reagan ordenó a la FAA (Administración Federal de Aviación) revocar el permiso de Aeroflot – Aerolíneas rusas (en ruso: Аэрофло́т-Росси́йские авиали́нии) para realizar vuelos dentro y fuera de los Estados Unidos. Como resultado, los vuelos de Aeroflot hacia Norteamérica solo estaban disponibles a través de sus centros en Canadá o México. El servicio de Aeroflot a los Estados Unidos no fue restaurado hasta el 29 de abril de 1986.
La embajadora estadounidense ante las Naciones Unidas, Jeane Kirkpatrick, hizo una presentación audiovisual en el Consejo de Seguridad usando cintas de las conversaciones por radio soviéticas y un mapa de la ruta de vuelo del avión para describir el derribo como salvaje e injustificado por parte de la Unión Soviética.
Debido a este incidente, Ronald Reagan anunció que el sistema GPS estaría disponible para propósitos civiles una vez que se finalizase.

### Un período tenso, una zona sensible: la zona de la crisis
En 1983, el entonces presidente de los Estados Unidos Ronald Reagan había sido recientemente elegido como tal. Encarnaba un país de derecha, republicano, sin concesiones. Frente a él, Yuri Andrópov, el entonces presidente de la Unión Soviética, acababa de reemplazar a Brezhnev. Al principio presentado como un reformador, debido a su lucha contra la corrupción, este hombre era el antiguo jefe de la KGB, un comunista duro y fiel a la línea del partido. A pesar de algunas negociaciones entre los dos países, ambos continuaban su carrera armamentista.
La región que sobrevolaba el Boeing KAL 007 era para la Unión Soviética de primera importancia. Esta zona, comprendida entre la península de Kamchatka, la isla de Sajalín, el archipiélago de las Kuriles y la bahía de Vladivostok, ha representado una de las más importantes concentraciones de las fuerzas del dispositivo de defensa ruso en la era soviética y la actual: un tercio de las fuerzas armadas del país han estado agrupadas allí. Había 1700 aviones, 765 barcos y 120 submarinos, entre los cuales había unidades provistas de misiles nucleares que podían alcanzar cualquier punto del territorio estadounidense.

## Revelaciones en el 2015
El 24 de diciembre de 2015, los archivos desclasificados del Ministerio de Asuntos Exteriores de Japón han revelado que dos meses después del derribo un alto responsable de la Administración de Estados Unidos informó a los diplomáticos nipones de que el incidente había sucedido por error. La Casa Blanca estaba al corriente de que los militares soviéticos confundieron el vuelo comercial por una incursión de un avión espía. Mientras tanto, a nivel oficial Washington insistió durante décadas en que los soviéticos habían destruido la aeronave intencionalmente, causando la muerte inmediata a sus 269 ocupantes.
El funcionario estadounidense cuyo mensaje acaba de ser publicado explicó a los japoneses que "en la Unión Soviética confundieron este avión con un espía aéreo estadounidense". Según lo cita la agencia TASS, señaló también que EE. UU. tenía la intención de emplear "medios secretos" para encontrar la caja negra del 747 derribado antes de que lo hicieran los marineros rusos. No obstante, la Armada de la URSS se les adelantó en la búsqueda. Solo en 1992 Rusia entregó a los surcoreanos los materiales descifrados de la caja negra.

## Filmografía
Este accidente fue presentado en el programa de televisión canadiense Mayday: Catástrofes Aéreas en el episodio "Objetivo Destruido", y en Mayday: Informe Especial, titulado "Evidencia explosiva", transmitidos en National Geographic Channel. También se trató en la serie de Apple TV "Para toda la humanidad T2, E7 "No seas tan cruel"

## Cobertura mediática
Los periodistas Serge Halimi y Pierre Rimbert analizan críticamente la actitud de la prensa norteamericana, señalando en particular un tratamiento de geometría variable en comparación con su cobertura de la destrucción por los Estados Unidos del vuelo 655 de Iran Air (un vuelo civil derribado en 1988 con 290 fallecidos): "En las dos semanas siguientes al accidente, la destrucción de KAL 007 está cubierta dos o tres veces más que Iran Air: 51 páginas en Time y Newsweek en un caso, 20 en el otro; 286 artículos, frente a 102 en el New York Times. Después del ataque soviético, las portadas de las revistas americanas rivalizaron en indignación: "Air murder. Una emboscada despiadada" (Newsweek, 13 de septiembre de 1983); "Disparar a matar. Atrocidad en el cielo. Los soviéticos se bajan de un avión civil" (Time, 13 de septiembre de 1983); "Por qué lo hizo Moscú" (Newsweek, 19 de septiembre de 1983). Pero tan pronto como el misil fatal lleva la bandera estrellada, el tono cambia: ya no hay ninguna cuestión de atrocidades y menos aún de intencionalidad. El registro cambia de activos a pasivos, como si la masacre no tuviera autor: "Why it happened", titular Newsweek (18 de julio de 1988). Time incluso prefiere reservar su cobertura para los viajes espaciales en Marte y relegar el drama aéreo a páginas internas, con el título: "Lo que salió mal en el Golfo". Los términos más comunes utilizados en los artículos del Washington Post y del New York Times son, en un caso, "brutal", "bárbaro", "deliberado", "criminal" y, en el otro, "por error", "trágico", "fatal", "comprensible", "justificado". Incluso la mirada sobre las víctimas se confunde o se endurece según la identidad de su asesino. ¿Debemos precisar en este punto a quién se reservan los periodistas estadounidenses los términos "seres humanos inocentes", "historias personales conmovedoras", "seres queridos" y aquellos, más sobrios, de "pasajeros", "viajeros" o "personas que han muerto"?»
En un estudio comparativo de los dos acontecimientos publicados en 1991, el profesor de ciencias políticas Robert M. Entman señaló que, en el caso del ataque soviético, el marco general elegido por los medios de comunicación estadounidenses "insistía en la bancarrota moral y la culpabilidad de la nación detrás del tiroteo, mientras que, en el segundo caso, reducía la culpabilidad y se centraba en los complejos problemas asociados a las operaciones militares en las que la tecnología desempeña un papel clave".
| Nacionalidad                    | Víctimas |
| ------------------------------- | -------- |
| Australia                       | 2        |
| Canadá                          | 8        |
| Corea del Sur                   | 105 *    |
| Estados Unidos                  | 62       |
| Filipinas                       | 16       |
| Hong Kong británico             | 12       |
| India                           | 1        |
| Irán                            | 1        |
| Japón                           | 28       |
| Malasia                         | 1        |
| Reino Unido                     | 2        |
| República de China (Taiwán)     | 23       |
| República Dominicana            | 1        |
| Suecia                          | 1        |
| Tailandia                       | 5        |
| Vietnam                         | 1        |
| Total                           | 269      |
| * 76 pasajeros, 29 tripulantes. |          |